# Hold on 'til the Night
Hold on 'til the Night é o primeiro álbum de estúdio do cantor americano Greyson Chance e foi lançado em 2 de Agosto de 2011 pelas gravadoras eleveneleven, Maverick Records, Streamline e Geffen Records. Chance foi o primeiro artista a lançar um álbum na gravadora de Ellen DeGeneres, eleveneleven. O lançamento do álbum foi precedido por dois singles, "Waiting Outside the Lines" e "Unfriend You". O álbum foi gravado em Los Angeles e produzido por The Matrix, Billy Steinberg e Ron Fair.
A 23 de Maio de 2011, Greyson foi ao The Ellen DeGeneres Show para apresentar seu novo single, "Unfriend You". Após a apresentação, Greyson revelou a data de lançamento de seu álbum.

## Singles
- "Waiting Outside the Lines" foi lançado como o primeiro single em 27 de Outubro de 2010[4] como EP em 19 de Abril de 2011.[5] O vídeo da música foi dirigido por Sanaa Hamri[6] e foi lançado em 13 de Dezembro de 2010.
- "Unfriend You" foi lançado como o segundo single em 17 de Maio de 2011.[7] O vídeo da música conta com a partcipação de Ariana Grande,[8] foi lançado em 30 de Junho de 2011.
- "Hold on 'til the Night" é a faixa-título do álbum e foi lançado como o terceiro single em 6 de Novembro de 2011, o vídeo da música foi gravado no mesmo dia.[9] O vídeo da música estreou na sexta-feira, 9 de Dezembro no VEVO.
- "Take a Look at Me Now" foi lançado na Ásia em 5 de Fevereiro de 2012.

## Recepção crítica
| Críticas profissionais | Críticas profissionais |
| Avaliações da crítica  | Avaliações da crítica  |
| Fonte                  | Avaliação              |
| ---------------------- | ---------------------- |
| Allmusic               | [ 10 ]                 |
| Entertainment Weekly   | (B)                    |
| PopCrush               | [ 12 ]                 |
| Rolling Stone          | [ 13 ]                 |
| 'Toronto Star          | [ 14 ]                 |
| Us Magazine            | [ 15 ]                 |

Álbum de estréia de Chance recebeu com críticas positivas mistas. Us Magazine recompensou Chance com três estrelas e uma crítica positiva, afirmando que ele "supera-se com 10 originais". Entertainment Weekly deu a Chance uma crítica positiva, bem elogiando sua voz madura, dizendo: "Chance revela uma voz surpreendentemente madura sobre 'Hold On' Til the Night "(" Heart Like Stone dá um toque de boas-vindas para a estranha melancolia), embora o melodrama alimentado pelo Facebook de "Unfriend You' lembra os ouvintes de que ele é, afinal, apenas uma criança." A nota geral para o álbum foi um B.
O site PopCrush também escreveu uma crítica positiva dando a Chance quatro estrelas. Scott Shetler diz: "o álbum de estréia resultante é uma coleção de 10 canções que soa muito mais maduro do que seria de esperar de um garoto fresco-enfrentado". John Terauds Toronto Star deu 3 estrelas e meia, escrevendo que "o álbum de estréia de 10 faixas de Chance é um esforço contínuo que tem uma grande dívida com as boy bands da década de 1990 "e terminou com". Este fenômeno do YouTube está aqui de pé em um terreno artística sólida."
Rolling Stone deu ao álbum uma revisão de duas estrelas, afirmando que "aos 13 anos não é nada ameaçar um potencial de sucesso em sua estréia", no entanto, a comunidade de Rolling Stone deu ao álbum quatro estrelas e meia. NY News Daily também deu ao álbum duas estrelas, explicando que "passo andrógina do cantor - que fica bem ao norte de Justin Bieber - limita a sua capacidade de fazer canções de amor do CD credível para qualquer um sobre sua própria idade".
Metacritic deu ao álbum a 61 de 100 baseado em 4 críticas.

## Desempenho comercial
Em os EUA, o álbum vendeu 16.185 cópias em sua primeira semana, estreando no número 29 na Billboard 200. No Canadá, o álbum estreou no número 67 na Canadian Albums Chart. Em França, O álbum estreou no número 47 em French Albums Chart. O álbum re-entrou na parada Billboard 200 em 22 de Setembro de 2011, número 144.

## Lista de faixas
| N.º | Título                      | Compositor(es)                                                             | Produtor(es)                    | Duração |  |
| 1.  | "Waiting Outside the Lines" | Marcos Palacios, Ernest Clark, Aaron Cox, Eric Bellinger, Greyson Chance   | Da Internz                      | 3:51    |  |
| 2.  | "Unfriend You"              | Josh Alexander, Billy Steinberg                                            | Alexander, Steinberg            | 3:20    |  |
| 3.  | "Home Is in Your Eyes"      | Greyson Chance, Cox, Palacios, Clark                                       | Da Internz                      | 3:30    |  |
| 4.  | "Hold on 'til the Night"    | Lauren Christy, Graham Edwards, Scott Spoke, Greyson Chance                | The Matrix                      | 3:41    |  |
| 5.  | "Heart Like Stone"          | Greyson Chance, Danielle Brisebois, Nick Lashley                           | Lashley, Brisebois, Matt Squire | 3:48    |  |
| 6.  | "Little London Girl"        | Martin Terefe, Sacha Skarbek, Andreas Olsson, Jamesa Walsh, Greyson Chance | Terefe                          | 2:58    |  |
| 7.  | "Cheyenne"                  | Kaci Brown, Dillon Rodriguez, Brian Warfield, Maclean Robinson             | Fisticuffs                      | 2:55    |  |
| 8.  | "Summertrain"               | David Jost, Alexander Zuckowski                                            | Jost, Jochen Naaf               | 4:31    |  |
| 9.  | "Stranded"                  | Priscilla Hamilton, Cox, Palacios, Clark                                   | Da Internz                      | 3:44    |  |
| 10. | "Take a Look at Me Now"     | Christy, Edwards, Spoke, Greyson Chance                                    | The Matrix                      | 3:35    |  |

| iTunes faixa bônus |                 |                      |         |  |
| N.º                | Título          | Compositor(es)       | Duração |  |
| 11.                | "Slipping Away" | Alexander, Steinberg | 3:32    |  |
| Duração total:     | Duração total:  | Duração total:       | 36:44   |  |

| Amazon MP3 faixa bônus |                |                                    |         |  |
| N.º                    | Título         | Compositor(es)                     | Duração |  |
| 11.                    | "Purple Sky"   | Greyson Chance, Danielle Brisebois | 3:52    |  |
| Duração total:         | Duração total: | Duração total:                     | 37:04   |  |

| Japão faixa bônus |                     |                                                 |         |  |
| N.º               | Título              | Compositor(es)                                  | Duração |  |
| 11.               | "Light Up the Dark" | Greyson Chance, Danielle Brisebois, Matt Squire | 3:27    |  |
| Duração total:    | Duração total:      | Duração total:                                  | 36:39   |  |

| Sudeste Asiático faixa bônus |                |                                                   |                |         |  |
| N.º                          | Título         | Compositor(es)                                    | Produtor(es)   | Duração |  |
| 11.                          | "Running Away" | James Bryan McCullom, Paul Herman, Greyson Chance | Martin Terefe  | 3:34    |  |
| Duração total:               | Duração total: | Duração total:                                    | Duração total: | 36:46   |  |

| Bonus DVD QVC exclusiva |                                                  |                |         |  |
| N.º                     | Título                                           | Compositor(es) | Duração |  |
| 1.                      | "In-Studio Webisode"                             |                | 1:42    |  |
| 2.                      | "Canada Webisode"                                |                | 2:18    |  |
| 3.                      | "Paparazzi YouTube HQ Performance"               |                | 4:11    |  |
| 4.                      | "Waiting Outside the Lines - Behind the Scenes"  |                | 2:18    |  |
| 5.                      | "Waiting Outside the Lines"                      |                | 4:08    |  |
| 6.                      | "LA Live Tree Lighting"                          |                | 2:34    |  |
| 7.                      | "EPK"                                            |                | 3:47    |  |
| 8.                      | "Minnesota Mall of America"                      |                | 3:02    |  |
| 9.                      | "Live at the House of Blues - Behind the Scenes" |                | 2:02    |  |
| 10.                     | "Making the Album: Hold on 'til the Night"       |                | 4:07    |  |
| Duração total:          | Duração total:                                   | Duração total: | 28:17   |  |

| Edição Especial Ásia faixas adicionais |                                                                 |                                                   |                      |         |  |
| N.º                                    | Título                                                          | Compositor(es)                                    | Produtor(es)         | Duração |  |
| 11.                                    | "Running Away"                                                  | James Bryan McCullom, Paul Herman, Greyson Chance | Martin Terefe        | 3:34    |  |
| 12.                                    | "Slipping Away (faixa bônus)"                                   | Alexander, Steinberg                              | Alexander, Steinberg | 3:32    |  |
| 13.                                    | "Purple Sky (faixa bônus)"                                      | Greyson Chance, Danielle Brisebois                |                      | 3:52    |  |
| 14.                                    | "Light Up the Dark (faixa bônus)"                               | Greyson Chance, Danielle Brisebois, Matt Squire   |                      | 3:27    |  |
| 15.                                    | "Paparazzi (cover de Lady Gaga) (faixa bônus)"                  | Lady Gaga, Rob Fusari                             |                      | 3:22    |  |
| 16.                                    | "Fire (cover de Augustana) (faixa bônus)"                       | Dan Layus                                         |                      | 3:01    |  |
| 17.                                    | "Waiting Outside the Lines feat. Charice (Remix) (faixa bônus)" | Chance, Palacios, Clark, Cox, Bellinger           |                      | 3:52    |  |
| Duração total:                         | Duração total:                                                  | Duração total:                                    | Duração total:       | 56:32   |  |

| Bonus DVD (edição especial da Ásia) |                                                    |         |  |
| N.º                                 | Título                                             | Duração |  |
| 1.                                  | "Waiting Outside the Line (Music Video)"           | 4:02    |  |
| 2.                                  | "Unfriend You (Music Video)"                       | 3:31    |  |
| 3.                                  | "Hold on 'til the Night (Music Video)"             | 3:46    |  |
| 4.                                  | "Take a Look at Me Now (Special 'For Asia' Video)" | 3:42    |  |
| 5.                                  | "Paparazzi (Video)"                                | 4:09    |  |
| 6.                                  | "Waiting Outside the Lines (Behind the Scenes)"    | 2:24    |  |
| 7.                                  | "Unfriend You (Behind the Scenes)"                 | 2:06    |  |
| 8.                                  | "Hold on 'til the Night (Behind the Scenes)"       | 2:34    |  |
| 9.                                  | "EPK"                                              | 3:34    |  |
| 10.                                 | "Track by Track"                                   | 4:04    |  |
| Duração total:                      | Duração total:                                     | 32:32   |  |